# Lilly Palmer
Lilly Palmer (* 5. April 1999 als Sonja Melanie Rauschenbach) ist eine deutsche Musikerin und Produzentin elektronischer Musik.

## Leben
Palmer wurde in der Nähe von Nürnberg geboren. Bedingt durch den frühen Tod ihrer leiblichen Mutter kam sie zu Pflegeeltern und wuchs zum Teil in Zürich auf.

## Karriere
Sie begann im Alter von 17 Jahren sich für elektronische Musik zu interessieren. Angefangen in der Zürcher Clubszene begann Palmer ab 2016 vermehrt auf Festivals international aufzutreten. So beim Sunburn Festival, Open Beatz Festival, Southside oder Hurricane Festival. 2023 war sie im Line-up des Tomorrowland-Festivals.
Palmer hat einen Vertrag bei Drumcode. 2024 unterschrieb sie einen Plattenvertrag bei Kontor Records und Armada Music.

## Trivia
2022 streamte Palmer aus dem Testcenter der esa ein DJ-set. Im 2023 veröffentlichten Track You are my Guide wurden darüber hinaus Sound-Samples des Rovers ExoMars verarbeitet.